# اسلاوهای اولیه

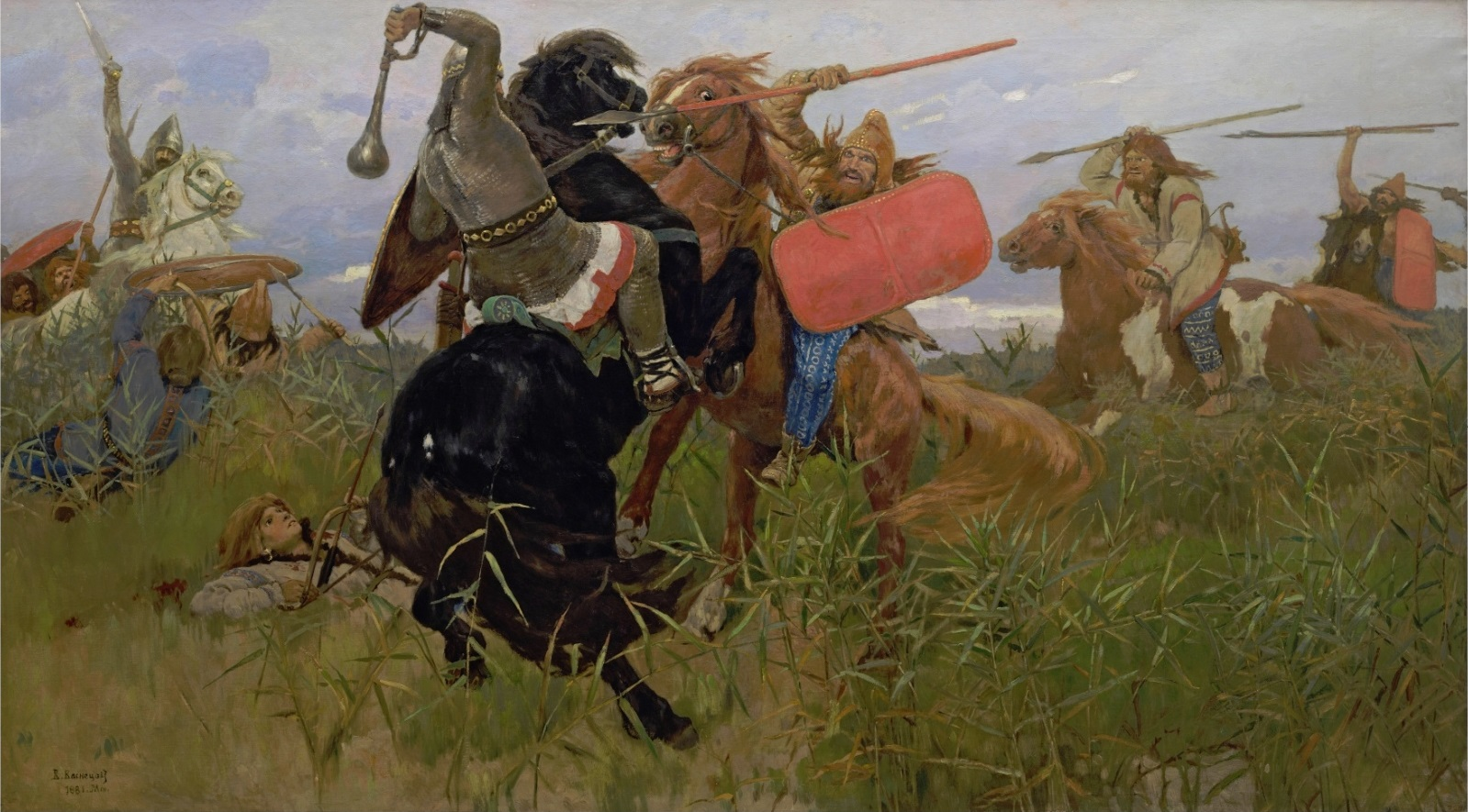
نبرد بین اسلاوها و سکاها - نقاشی ویکتور واسنتسف (۱۸۸۱)

اسلاوهای اولیه مردمی هندواروپایی بودند که در دوره مهاجرت و قرون وسطی اولیه (تقریباً از قرن پنجم تا دهم میلادی) در اروپای مرکزی و شرقی زندگی می‌کردند و پایه‌های ملل اسلاو را از طریق تشکیل دولت‌های اسلاوی در قرون وسطای میانه ایجاد کردند.  وطن اصلی اسلاوها به دلیل فقدان سوابق تاریخی هنوز محل بحث است؛ با این حال، محققان بر این باورند که آن جایی در شرق اروپا، با نام پولیشه است که رایج‌ترین مکان پذیرفته شده است. 
اولین استفاده کتبی از نام «اسلاوها» به قرن ششم برمی گردد، زمانی که قبایل اسلاو در بخش بزرگی از اروپای مرکزی و شرقی ساکن بودند. تا آن زمان، مردمان ایرانی‌تبار ساکن در استپ اوراسیا (سکاها، سرمتی‌ها، آلان‌ها و غیره) جذب جمعیت اسلاو زبان منطقه شده بودند. طی دو قرن بعدی، اسلاوها به سمت غرب به سمت رودخانه البه و جنوب به سمت آلپ و بالکان گسترش یافتند و ایلیری‌ها و تراکیان را در این فرایند جذب کردند، و همچنین به سمت شرق در جهت رودخانه ولگا حرکت کردند. بین قرن‌های ششم و هفتم، بخش‌های وسیعی از اروپا تحت کنترل اسلاوها قرار گرفت، فرآیندی که کمتر از قومیت‌زایی ژرمنی در غرب قابل درک و مستند بود. با این حال، اثرات اسلاوی شدن بسیار عمیق‌تر بود. 

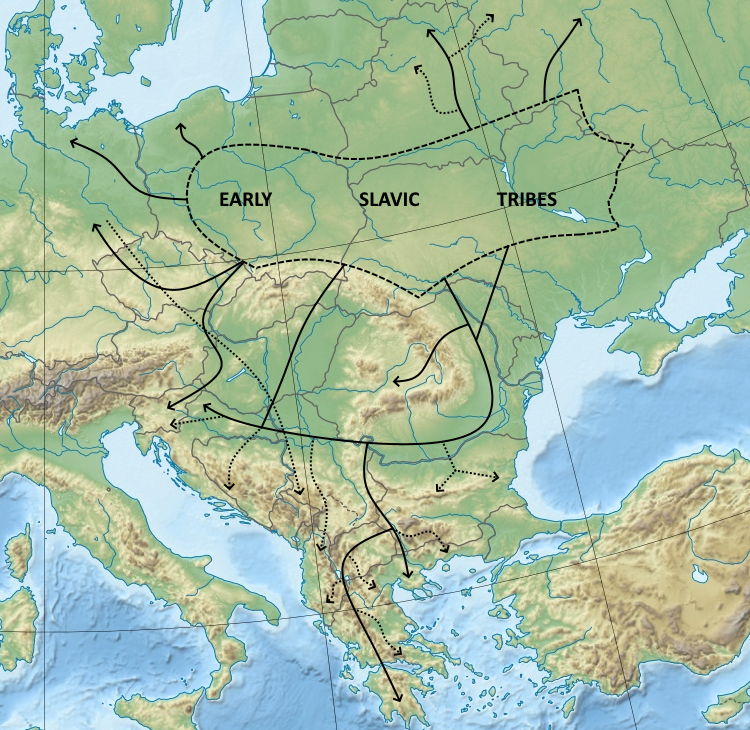
مسیرهای مهاجرت قبیله‌های اسلاوی نخستین به سایر مناطق

در آغاز قرن هفتم، اسلاوها به تدریج مسیحی شدند (هم کلیسای ارتدکس شرقی و هم کلیسای کاتولیک). در قرن دوازدهم، آنها جمعیت اصلی تعدادی از دولت‌های مسیحی قرون وسطی را تشکیل می‌دادند: اسلاوهای شرقی در روس کی‌یف، اسلاوهای جنوبی در امپراتوری بلغارستان، شاهزاده صربستان، دوک‌نشین کرواسی و بانات بوسنی، و اسلاوهای غربی در نیترا، موراویای بزرگ، دوک‌نشین بوهم و پادشاهی لهستان، قدیمی‌ترین حکومت اسلاوهای شناخته شده در تاریخ، کارانتانیا بود که در قرن هفتم توسط اسلاوهای آلپ شرقی، اجداد اسلوونیایی‌ها‌ی امروزی تأسیس شد. سکونتگاه اسلاوها در رشته کوه‌های آلپ شرقی شامل اسلوونی امروزی، فریول شرقی و بخش‌های بزرگی از اتریش امروزی است.

## بیشتر خواندن
- نواکوفسکی، وویچک؛ بارتکیویچ، کاتارزینا. "Baltes et Pro-Slaves dans l'Antiquité. متون و باستان‌شناسی». در: Dialogues d'histoire ancienne, vol. 16، شماره ۱، ۱۹۹۰. ص. 359-402. [DOI: https://doi.org/10.3406/dha.1990.1472]؛[www.persee.fr/doc/dha_0755-7256_1990_num_16_1_1472]